# Äventyrsspel
Äventyrsspel är en övergripande genre inom dator- och TV-spel som kännetecknas av ett starkt historieberättande inslag.

## Historisk översikt

### Textäventyr och ”interactive fiction”

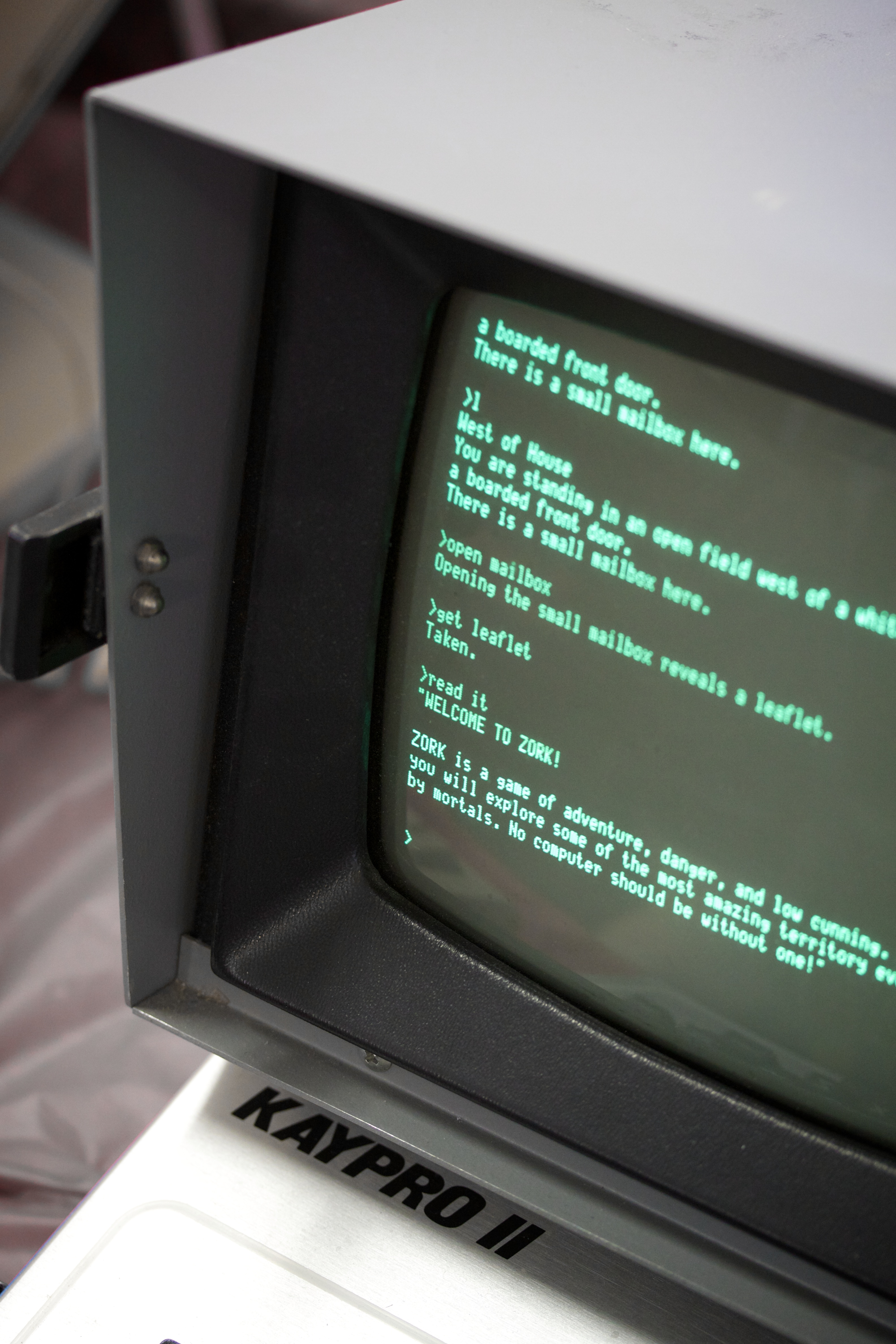
En datorterminal som kör Zork (1977), ett av de första framgångsrika äventyrsspelen.

Textäventyrsspelen är en av de äldsta datorspelsgenrerna. Spelaren ges en beskrivning av sin omgivning och får sedan via textkommandon navigera i och interagera med omvärlden. När hemdatorerna blev kraftfullare började vissa textäventyr låta bilder illustrera beskrivningarna men tyngdpunkten låg fortfarande hela tiden på texten. Genren började med att Will Crowther skrev Colossal Cave Adventure 1976. Det mest kända spelet bland de tidiga äventyrsspelen är Zork som stod klart i sin första version 1977, utgivet av företaget Infocom som dominerade genren fram till dess kommersiella död i slutet av 1980-talet. Det första spelet på svenska, som i sin första version stod klart 1978, var Stugan. Stugan släpptes senare i en MS-DOS-version av SPCS, och torde ha varit det mest spridda PC-spelet i Sverige under 1980-talet.
Textäventyrsspelens styrka var dess förmåga att berätta en historia, något som de samtida grafiska spelen inte lyckades med i någon större utsträckning. Betoningen på berättelsen gav spelarna stor möjlighet att leva sig in i spelens handling, ungefär på samma sätt som i rollspel. Vartefter datorgrafiken blev bättre fick textäventyren dock allt svårare att hävda sig på marknaden, och när Infocoms ägare Activision lade ner företaget 1989 var den kommersiella potentialen redan borta.
Hobbyister fortsatte dock att både skriva och spela textäventyr även efter detta, först i det tysta men snart nog började man samlas kring vissa diskussionsgrupper och webbplatser på nätet, däribland rec.arts.int-fiction för de som skriver och rec.games.int-fiction för de som spelar textäventyr. Under 1990-talet dök det upp ett antal utvecklingssystem för att skriva textäventyr. De bästa överlevde och förfinades hela tiden, och idag märks framför allt fem system: Inform, TADS, Hugo, Alan och Adrift. Alla dessa är gratis, förutom Adrift. Alan och Adrift inriktar sig på att vara särskilt lätta att lära sig, men komplexa saker kan istället vara svåra eller omöjliga att implementera i dem. Inform är det enda av de stora systemen som har fullt stöd för att skriva spel på svenska.
De program som behövs för att spela textäventyr är idag genomgående gratis, och de allra flesta spel som släpps är också gratis. Mycket tack vare de årliga tävlingarna Interactive Fiction Competition (sedan 1995) och XYZZY Awards (sedan 1996) har en mängd nya spel producerats av enskilda personer. En annan faktor är det intresse för hyperromaner som uppstått och till och med letat sig in i den akademiska världen. Numera används oftast termen interactive fiction (ofta förkortat "IF"), interaktiv fiction, vilket visar att historieberättandet är än mer viktigt idag. Spel med låg eller nästan obefintlig svårighetsgrad är inte ovanligt. Ett av de mest uppmärksammade spelen inom den återuppstådda genren är Photopia från 1998 av Adam Cadre. Det finns sedan 2005 en engelskspråkig wikiwebbplats, Interactive Fiction Wiki, som uteslutande handlar om textäventyr.
En till textäventyr närbesläktad datorspelsgenre är Multi User Dungeon eller MUD. MUD kan kortfattat beskrivas som ett textäventyr i nätverksmiljö. MUD stöder flera spelare samtidigt vilka kan interagera med varandra. Ofta finns det element från datorrollspel med strider och karaktärsutveckling. Dock medför fleranvändarmöjligheten att äventyren kan bli cykliska, det vill säga det är möjligt att genomföra vissa äventyr repetitivt.

### Grafiska äventyr och peka-och-klicka-äventyr

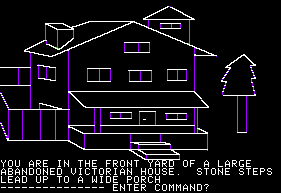
Skärmbild från Mystery House (1980), det första äventyrsspelet till hemdatorer att använda grafik.

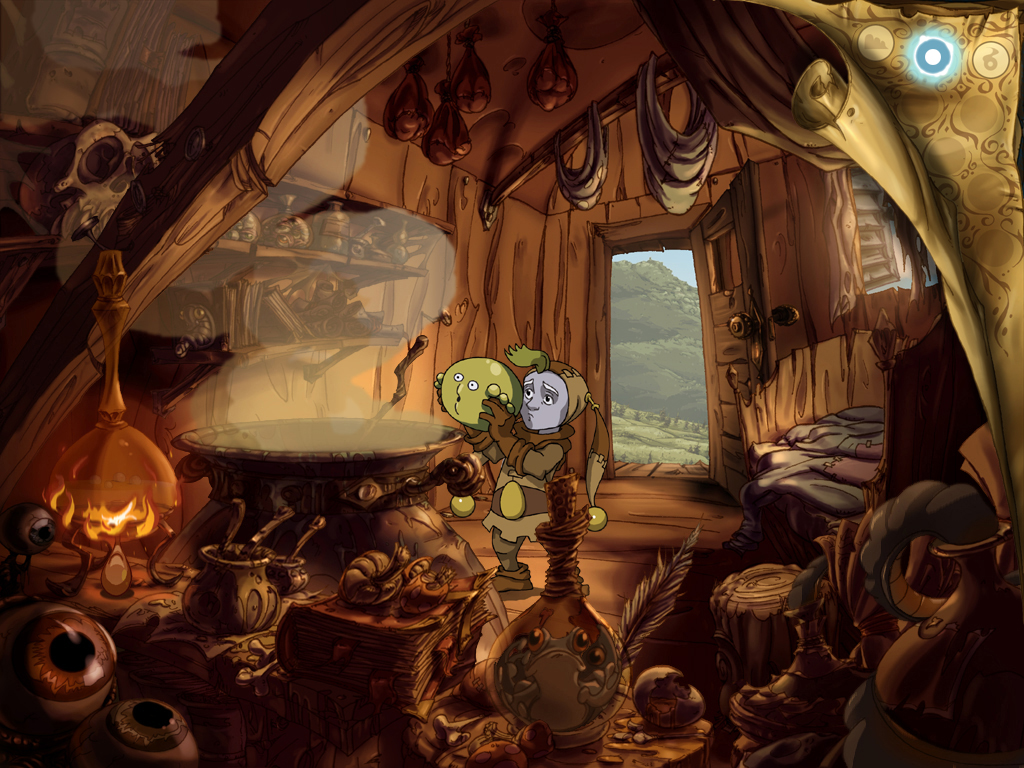
Skärmbild från The Whispered World (2009), ett modernt peka-och-klicka-äventyr med högupplöst grafik.

Experimenten med att kombinera textäventyren med grafik i början av 1980-talet ledde till Roberta Williams, som grundat företaget Sierra Entertainment tillsammans med sin make Ken Williams, förnyelse av äventyrsspelsgenren 1984 med spelet King's Quest. Till skillnad från de rena textäventyren var i King's Quest förutom berättelsen även grafiken en viktig del av spelupplevelsen och protagonistens rörelser styrdes med hjälp av piltangenterna istället för med textkommandon. Grafiken var i tredjepersonsperspektiv. Fortfarande användes textkommandon för handlingar men grunden för en helt ny äventyrsgenre, det grafiska äventyret, var ändå lagd. King's Quest blev en succé som fick flera uppföljare (1998 släpptes det åttonde spelet) och det expanderande Sierra påbörjade även flera andra serier som till exempel Space Quest (sex spel 1986–1995), Police Quest (fyra spel 1987-1993), Leisure Suit Larry (sju spel 1987–2004) och Quest for Glory (fem spel 1989–1998).
Nästa steg var introducerandet av datormusen och avskaffandet av textkommandon. Innovatören hette Ron Gilbert, spelet Maniac Mansion, tekniken Script Creation Utility for Maniac Mansion (SCUMM) och året var 1987. All navigering skedde genom att peka och klicka med musen på den plats man ville till och interaktionen med föremål och personer skedde genom att dessutom peka och klicka på ett av femton kommandon i nedre delen av bilden. Spelets smidighet kombinerat med dess komiska kvalitéer inspirerade hela äventyrsgenren, och i tio år framåt var peka-och-klicka-äventyret en av de populäraste genrerna i datorspelsbranschen. Lucasfilm Games (från och med 1991 LucasArts) som Gilbert arbetade för producerade under dessa år tolv peka-och-klicka-äventyr och satte om och om igen standarden för hur ett sådant skulle vara utformat. Den kanske mest uppskattade spelserien i genren, Monkey Island, var även den signerad Ron Gilbert. Antalet kommandon (eller "verb") krympte och försvann sedan helt. Peka-och-klicka-genren började tappa i marknad i slutet av 1990-talet när 3D-grafiken tog över på allvar. LucasArts bidrog själva till detta genom spelet Grim Fandango, där den polygonuppbyggda protagonisten styrdes med piltangenterna eller med en styrspak/handkontroll istället för genom att peka och klicka med datormusen.

### CD-ROM-äventyr
Innan CD slog igenom på allvar kring 1993 levererades spelen på disketter men det ringa utrymmet på dessa gjorde att de grafikextensiva äventyrsspelen kunde ta upp mer än 10 disketter. Av praktiska skäl höll därför tillverkarna tillbaka och man nådde en platå. En enkel CD-ROM:s ursprungliga 550 MB däremot både räckte och blev över, vilket gjorde att tillverkarna började lägga till bättre musik och tal på både gamla och nya äventyrsspel. 
Den verkliga kapaciteten för CD-ROM-äventyr visade sig med spelet Myst från 1993. Styrningen var i praktiken fortfarande pekande och klickande med musen men nu användes klickningarna för att gå och svänga i en pseudo-3D-miljö bestående av förrenderade bilder av en stor polygonuppbyggd värld. Antalet föremål att plocka upp var minimalt, istället löstes problemen oftast genom fasta pussel som till exempel system av spakar. Vad gäller att visa CD-ROM:ens möjligheter var Myst en riktigt bra produkt i en uppsjö av undermåliga. Myst har idag sålt i 12 miljoner exemplar. I kölvattnet av Myst släpptes mängder av likartade spel av vilka få dock höll samma kvalitet. Vanligt var en konstlad renhet i spelvärldarna (alla ytor glänste av raytracing) och att det fanns få så kallade non-player characters, NPC:er, att interagera med.
Utvecklingen av genren följde den tekniska utvecklingen och grafiken förbättrades. Atlantis: Det försvunna riket bytte ut stillbilderna mot panoraman vilket förstärkte illusionen av att man fritt gick omkring i ett fotorealistiskt 3D-landskap, och spel som The Journeyman Project 3: Legacy of Time och Myst III: Exile följde efter. Ett par spel har tagit steget fullt ut till 3D (ett av dem realMyst, en ny version av Mystseriens första spel).

### Actionäventyr
Allt eftersom TV- och datorspelen blev mer avancerade på 1980-talet började mer actionbetonade genrer inkorporera äventyrselement.

## Kända produktionsbolag
- Cryo Interactive
- Cyan Worlds
- Daedalic Entertainment
- Delphine Software
- Infocom
- LucasArts, tidigare Lucasfilm Games
- Presto Studios
- Revolution Software
- Sierra Entertainment, tidigare Sierra On-Line
- Telltale Games

## Viktiga spel och spelserier
- Alone in the Dark
- Broken Sword
- Den längsta resan
- Grim Fandango
- King's Quest
- Monkey Island
- Myst
- Simon the Sorcerer
- Space Quest
- Zork